# راندي نيومان
راندي نيومان (Randy Newman) اسمه الكامل راندال ستوارت نيومان (Randall Stuart Newman) (ولد في 28 نوفمبر 1943 في لوس أنجلوس، كاليفورنيا) هو مغني وملحن وعازف بيانو أمريكي تميز بتأليف موسيقى الأفلام السينمائية مثل الأستيقاظ وشركة المرعبين المحدودة وحكاية لعبة وحكاية لعبة 2 وحكاية لعبة 3 .

## وصلات خارجية
- راندي نيومان على موقع IMDb (الإنجليزية)
- راندي نيومان على موقع الموسوعة البريطانية (الإنجليزية)
- راندي نيومان على موقع مونزينجر (الألمانية)
- راندي نيومان على موقع ألو سيني (الفرنسية)
- راندي نيومان على موقع ميوزك برينز (الإنجليزية)
- راندي نيومان على موقع رولينغ ستون (الإنجليزية)
- راندي نيومان على موقع تيرنر كلاسيك موفيز (الإنجليزية)
- راندي نيومان على موقع أول موفي (الإنجليزية)
- راندي نيومان على موقع بوكس أوفيس موجو (الإنجليزية)
- راندي نيومان على موقع قاعدة بيانات برودواي على الإنترنت (الإنجليزية)